# Combustible alternativo

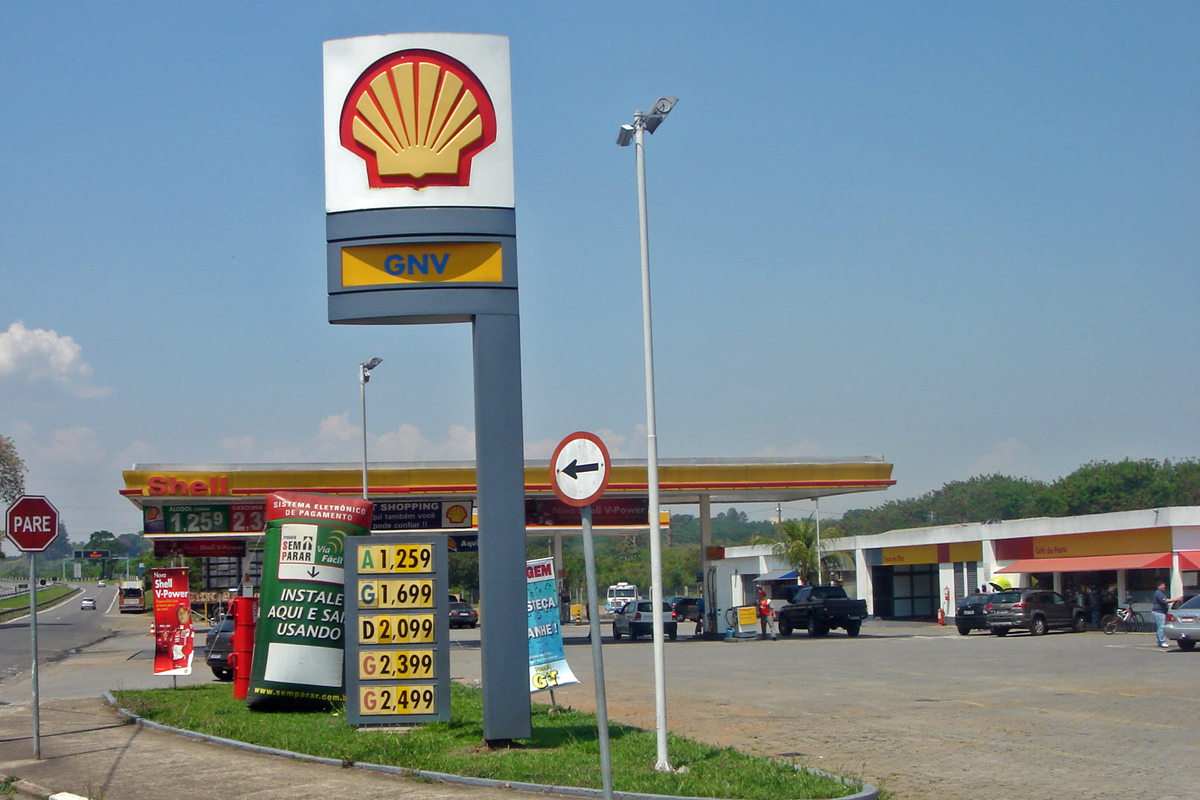
Gasolinera brasileña con cuatro tipos diferentes de combustibles alternativos: biodiésel, gasohol, etanol y gas natural comprimido.

Los combustibles alternativos, también conocidos como combustibles no convencionales, son materiales o sustancias que pueden ser usadas como combustibles, no siendo combustibles fósiles (petróleo, carbón y gas natural), o nucleares.
Algunos combustibles alternativos incluyen el biodiésel, bioalcoholes (metanol, etanol, butanol), combustibles sólidos recuperados, la electricidad almacenada químicamente (pilas y pilas de combustible), el hidrógeno, el metano no fósil, el gas natural no fósil, los aceites vegetales, el propano y otras fuentes de biomasa.

## Definición
En la Union Europea, «combustibles alternativos» son definidos par la directiva 2014/94/UE del 22 de octubre de 2014 relativa a la implantación de una infraestructura para los combustibles «combustibles alternativos»: los combustibles o fuentes de energía que sustituyen, al menos en parte, a los combustibles fósiles clásicos como fuente de energía en el transporte y que pueden contribuir a la descarbonización de estos últimos y a mejorar el comportamiento medioambiental del sector del transporte. Incluyen, entre otros:
- la electricidad,
- el hidrógeno,
- los biocarburantes, tal como se definen en el artículo 2, letra i), de la Directiva 2009/28/CE,
- los combustibles sintéticos y parafínicos,
- el gas natural, incluido el biometano, en forma gaseosa [gas natural comprimido (GNC)] y en forma licuada [gas natural licuado (GNL)], y
- el gas licuado del petróleo (GLP);

— directiva 2014/94/UE del 22 de octubre de 2014: